# والتام سن لارنس
latitudeوالتام سن لارنسlongitudeوالتام سن لارنس
والتام سن لارنس (به انگلیسی: Waltham St Lawrence) یک روستا و بلوک شهری در بریتانیا است که در برکشر واقع شده‌است.

## خصوصیات
والتام سن لارنس ۱٬۲۳۲ نفر جمعیت دارد.